# Herb Ciepielowa
Herb Ciepielowa – symbol miasta i gminy Ciepielów.

## Wygląd i symbolika
Herb przedstawia na tarczy w polu czerwonym srebrny ceglany mur forteczny z bramą i trzema blankowanymi wieżami z oknami, a ponad nim srebrnego orła. Jest to historyczny symbol miasta Ciepielów.